# Rattled by the Rush
Rattled by the Rush es un sencillo lanzado por el grupo de indie rock Pavement en 1995. Es el primer sencillo del tercer álbum de la banda, Wowee Zowee. La versión británica, la cual fue emitida por la ahora desaparecida marca Big Cat, no incluyó la cuarta canción en su manga. Las tres canciones del sencillo que no pertenecen al álbum se encuentran como bonus tracks en Wowee Zowee: Sordid Sentinels Edition, una reedición deluxe expandida del álbum que fue lanzada en 2006.

## Lista de canciones
| N.º | Título                | Duración |  |
| 1.  | «Rattled by the Rush» | 4:17     |  |
| 2.  | «Brink of the Clouds» | 2:27     |  |
| 3.  | «False Skorpion»      | 2:02     |  |
| 4.  | «Easily Fooled»       | 3:06     |  |